# 클런강

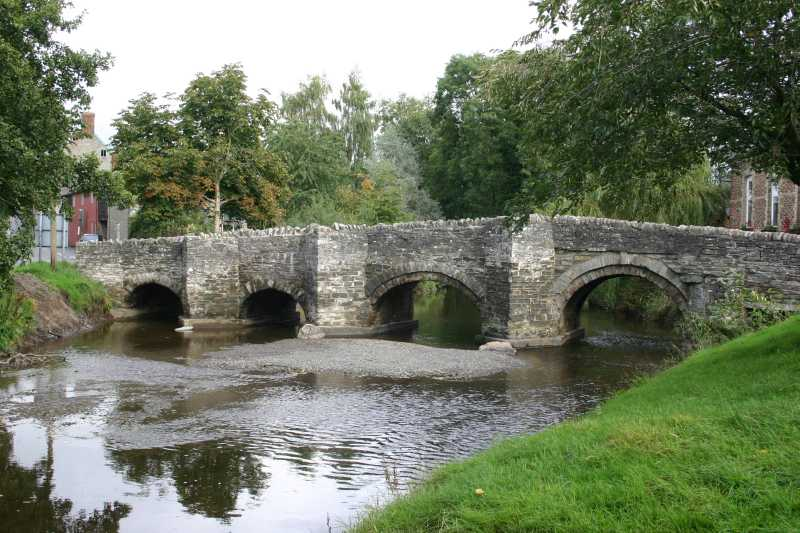

클런강(River Clun)은 잉글랜드 슈롭셔주를 흐르는 강이다.